# Jayadeva
Jayadeva, indisk skald, anses såsom författare till den berömda lyriska dikten Gita Govinda och det retoriska verket Chandraloka.

## Fotnoter
1. ↑  Charles Dudley Warner (red.), Library of the World's Best Literature, 1897, läs online.[källa från Wikidata]
2. ↑  Encyclopædia Britannica, Encyclopædia Britannica Online-ID: biography/Jayadevatopic/Britannica-Online, läs online.[källa från Wikidata]